# HiSilicon
HiSilicon ist der größte fabless Halbleiterhersteller in der Volksrepublik China und eine hundertprozentige Tochtergesellschaft von Huawei. Sein Vorgängerunternehmen ASIC Design Center of Huawei Technologies wurde 1991, vier Jahre nach Huawei selbst, gegründet.

## Produkte

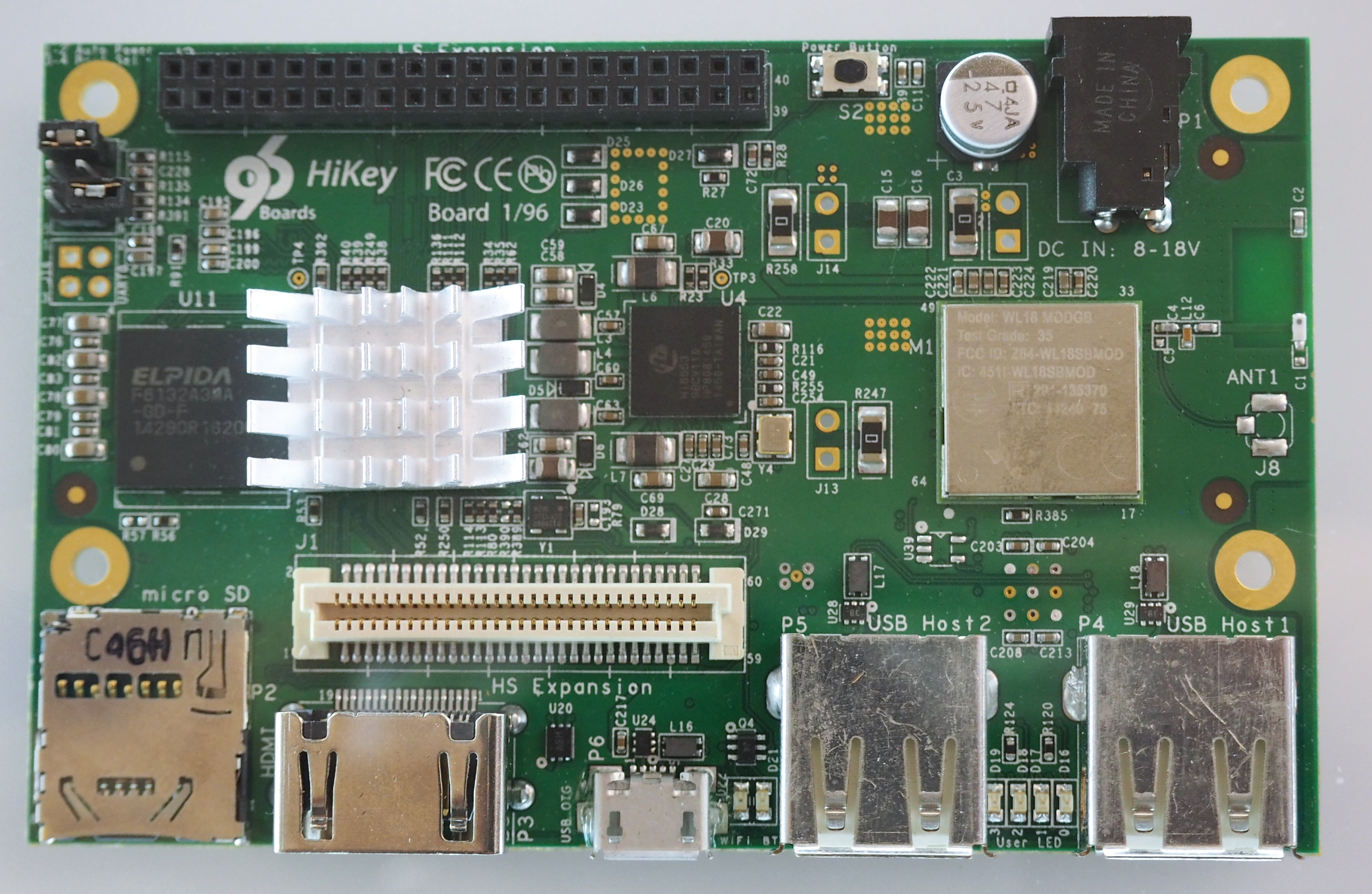
Einplatinenrechner mit HiSilicon Kirin 6220

HiSilicon stellt eigene Halbleiter-Designs für verschiedene Produkte her, darunter Mobilprozessoren (SoC), 4G- und 5G-Baseband-Modems der Serie „Balong“, Serverprozessoren (ARM-basiert) der Serie „Kunpeng“, 5G-ASIC der Serie „Tiangang“, Halbleiterchips für Überwachungskameras und andere Elektronikgeräte, KI-Prozessoren der Serien „Ascend“ und „DaVinci“, Power-Amplifier-ICs (PAMiD), Transceiver- und Power-Management-ICs sowie RF-Module.
HiSilicon besitzt eine permanente ARMv8-Lizenz der britischen ARM Limited und hat dadurch unter anderem Zugriff auf IP-Core der Cortex-Serie von ARM. HiSilicon unterhält Design- und Entwicklungszentren u. a. in München und in Taiwan. Infolge der US-Sanktionen gegen Huawei seit 2019 verließen viele Ingenieure insbesondere in Taiwan das Unternehmen.